# Hubay György
Hubay György magyar kerékpáros, sportszervező-menedzser, politikus; 2018. május 8. óta a Fidesz – Magyar Polgári Szövetség országgyűlési képviselője.

## Életrajz

### Tanulmányai
2000-ben végzett a Semmelweis Egyetem Testnevelési és Sporttudományi Karának sportszervező-menedzser képzésén.

### Politikai pályafutása
2018. május 8. óta a Fidesz – Magyar Polgári Szövetség országgyűlési képviselője.
2018. május 11. óta a Honvédelmi és rendészeti bizottság tagja. 2018. július 2. óta a Nemzetbiztonsági bizottság tagja. 2019. január 9. óta A Honvédelmi és rendészeti bizottság feladatkörébe tartozó törvények végrehajtását, társadalmi és gazdasági hatását, valamint a deregulációs folyamatokat figyelemmel kísérő albizottság tagja.